# Geldmarktpapier
Geldmarktpapiere sind Wertpapiere, die ihrem Emittenten zur Beschaffung kurzfristiger Liquidität dienen und auf dem Geldmarkt gehandelt werden. Pendant sind die Kapitalmarktpapiere.

## Allgemeines
Es handelt sich um Finanzinstrumente, die kurzfristig in Zentralbankgeld liquidisiert (umgewandelt) werden können, hohe Fungibilität besitzen. Ihr Emittent muss höchste Bonität aufweisen (Triple A-Rating), so dass ihr Adressenausfallrisiko vernachlässigbar ist. Da die Geldmarktpapiere technisch zur Geldmenge {\displaystyle M3} gerechnet werden, beträgt ihre Laufzeit maximal 2 Jahre. Bis Juni 1971 verkaufte die Deutsche Bundesbank Geldmarktpapiere mit Laufzeiten von 6–24 Monaten nur an Kreditinstitute und Sozialversicherungsträger, seitdem an alle inländischen Kaufinteressenten.

## Handelsobjekte
Handelsobjekte, die diese Voraussetzungen erfüllen, sind Staatsanleihen und Unternehmensanleihen aus dem Nichtbankensektor wie Einlagenzertifikate (oder Depositenzertifikate; englisch certificates of deposit, abgekürzt CD) oder Commercial Papers.
Unverzinsliche Schatzanweisungen (Bubills)
sind Diskontpapiere: Ihr Ertrag ergibt sich aus der Differenz zwischen in der Regel niedrigerem Kaufpreis und dem Nominalwert (100 %), zu dem sie bei Fälligkeit getilgt werden. Sie werden seit 1996 von der Bundesrepublik Deutschland mit Laufzeiten von maximal 1 Jahr ausgegeben. Sie zählen zu den Bundeswertpapieren und sind wie diese seit 2004 mit einer Mindeststückelung von 0,01 Euro ausgestattet. Nachdem sie früher mit Laufzeiten von 6 sowie zeitweise auch 3 und 9 Monaten begeben wurden, werden sie seit 2020 nur noch mit 12 Monaten emittiert.
Geldmarktbuchforderungen (GMBF)
werden von der Schweizerischen Eidgenossenschaft und anderen öffentlichen Gebietskörperschaften in der Schweiz ausgegeben. Sie wurden erstmals 1979 emittiert und nehmen seither einen festen Platz am Schweizer Geldmarkt ein. GMBF weisen in der Regel eine Laufzeit zwischen drei und zwölf Monaten auf und werden abgezinst. Als Ergänzung zu ihrem geldpolitischen Instrumentarium führte die Schweizerische Nationalbank 2008 eigene Geldmarktbuchforderungen, sogenannte SNB Bills, ein. Diese haben eine Laufzeit zwischen einer Woche und einem Monat.
UK Treasury Bills
gibt es in ihrer heutigen Form seit 1968. Sie weisen Laufzeiten von bis zu einem Jahr auf, besitzen eine Mindeststückelung von 0,01 GBP und zählen zu den britischen Staatsanleihen.
US Treasury Bills
(deutsch „US-Schatzwechsel“) zählen zu den US-Staatsanleihen. Sie werden seit dem 7. April 2008 mit einer Mindeststückelung von 100 US-Dollar (davor 1.000 US-Dollar) abgezinst mit einem Disagio durch die US-Regierung ausgegeben. Sie werden vom Federal Open Market Committee auf dem Geldmarkt platziert.
Einlagenzertifikate
gehören zum Passivgeschäft der Kreditinstitute und sind verbriefte Termingelder in Form eines kurz- bis mittelfristigen Wertpapiers, das als Inhaberpapier ausgestaltet ist. Sie entstanden in den USA und England, können dort mit einem Festzins oder variablen Zins ausgestattet sein und sind auf dem Sekundärmarkt handelbar.
Commercial Paper
sind kurzfristige unbesicherte Inhaberschuldverschreibungen des US-amerikanischen Geldmarkts, die von erstklassigen Industrie- und Handelsunternehmen herausgegeben werden und Laufzeiten von bis zu 270 Tagen aufweisen dürfen. Es gibt auch besicherte Geldmarktpapiere (englisch asset-backed commercial paper, Abkürzung ABCP), die durch spezielle Emissionsgesellschaften (Conduits) begeben werden. In der Regel ist ein ausgezeichnetes Rating des Emittenten Voraussetzung für die Platzierung und den Handel. Commercial Papers werden zur Deckung eines kurzfristigen Kapitalbedarfs ausgegeben.

## Handelbarkeit
Sämtliche Handelsobjekte werden außerhalb der Börse gehandelt, wobei große Handelsvolumina umgesetzt werden. Deshalb kommen als Anleger lediglich institutionelle Anleger in Frage. Um die Handelsobjekte auch für Privatanleger zu erschließen, spezialisieren sich Geldmarktfonds auch auf diese Handelsobjekte. Technisch werden Unverzinsliche Schatzanweisungen durch Eintragung in das Bundesschuldbuch als Wertrechte handelbar, wobei der Anleger gemäß § 6 Abs. 1 DepG einen Miteigentumsanteil am Wertpapiersammelbestand erhält.
Unter dem Sammelbegriff Short Term European Paper (STEP) wurden im Juli 2006 einheitliche Standards für europäische Geldmarktpapiere unter Aufsicht der EZB veröffentlicht, welche die Handelbarkeit vereinheitlichen sollen und dazu führen, dass die unter diesem Standard anerkannten Geldmarktpapiere Notenbankfähigkeit erlangen.

## Rechtsfragen
Bei der Bilanzierung durch Kreditinstitute gelten als Geldmarktpapiere gemäß § 16 Abs. 2a RechKredV alle Schuldverschreibungen und andere festverzinsliche Wertpapiere unabhängig von ihrer Bezeichnung, sofern ihre ursprüngliche Laufzeit ein Jahr nicht überschreitet. Damit legt des Bilanzrecht engere Maßstäbe an die Laufzeit an als das mikroökonomische Aggregat der Geldmenge {\displaystyle M3}. Hierzu rechnen auch ausländische Geldmarktpapiere, die zwar auf den Namen lauten, aber wie Inhaberpapiere gehandelt werden (§ 7 RechKredV).
Das Bundesministerium der Finanzen wird in § 6 Abs. 3 StabG ermächtigt, Kredite über die im Haushaltsgesetz erteilten Kreditermächtigungen hinaus bis zur Höhe von fünf Milliarden Deutsche Mark, gegebenenfalls mit Hilfe von Geldmarktpapieren aufzunehmen, wenn die Erfüllung Stabilitätsziele (Magisches Viereck) gefährdet ist.

## Wertermittlung
In aller Regel handelt es sich bei Geldmarktpapieren um abgezinste Schuldverschreibungen. Der Kauf- bzw. Verkaufspreis ergibt sich aus dem Nominalwert abzüglich der für die Laufzeit insgesamt anfallenden Zinsen. Er ist folgendermaßen zu berechnen:
{\displaystyle {\text{Kaufpreis}}={\frac {\text{Nominalwert}}{1+[{\text{Zinssatz p.a.}}\cdot {\text{Laufzeit tatsächliche Tage}}/360{\text{ Tage}}]}}}.
Der Formel liegt die Zinskonvention von 360 Tagen für das Jahr nach der deutschen Methode zugrunde; für Euromethode oder US-Methode je nach Geschäftssitz des Emittenten ist die Formel entsprechend anzupassen. Aus der Formel ergibt sich der innere Wert eines Geldmarktpapiers; sein tatsächlicher Kurswert hängt von der Marktliquidität und dem bonitätsabhängigen Credit Spread ab.